# Tunisien i olympiska spelen

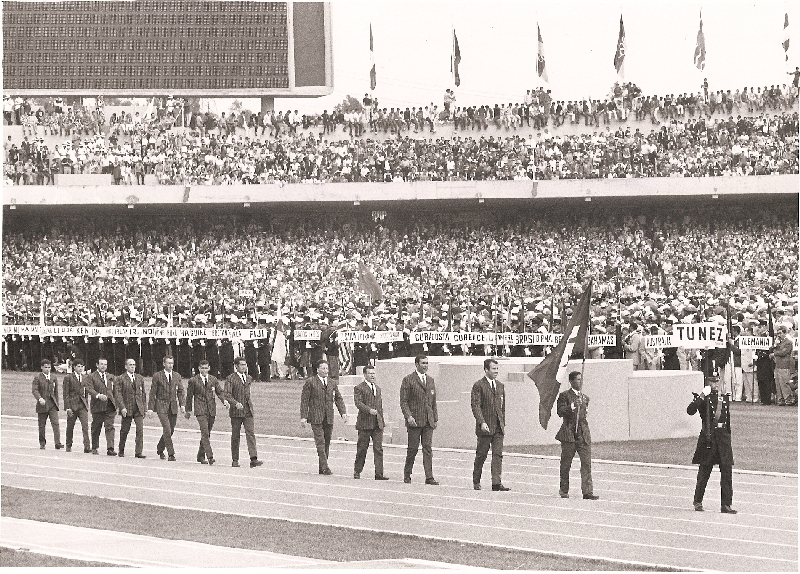

Tunisien har deltagit i sexton olympiska sommarspel, vartenda sedan 1960 med undantag av olympiska sommarspelen 1980. Landet har inte ställt upp i olympiska vinterspelen.

## Medaljer
| Guld | Silver | Brons | Totalt antal medaljer |
| ---- | ------ | ----- | --------------------- |
| 6    | 4      | 8     | 18                    |

### Medaljer efter sommarspel
| Spel                | Idrottare        | Guld        | Silver      | Brons       | Totalt      | Placering   |
| Rom 1960            | 42               | 0           | 0           | 0           | 0           | –           |
| Tokyo 1964          | 9                | 0           | 1           | 1           | 2           | 29          |
| Mexico City 1968    | 7                | 1           | 0           | 1           | 2           | 28          |
| München 1972        | 35               | 0           | 1           | 0           | 1           | 33          |
| Montréal 1976       | 15               | 0           | 0           | 0           | 0           | –           |
| Moskva 1980         | Deltog inte      | Deltog inte | Deltog inte | Deltog inte | Deltog inte | Deltog inte |
| Los Angeles 1984    | 23               | 0           | 0           | 0           | 0           | –           |
| Seoul 1988          | 41               | 0           | 0           | 0           | 0           | –           |
| Barcelona 1992      | 13               | 0           | 0           | 0           | 0           | –           |
| Atlanta 1996        | 51               | 0           | 0           | 1           | 1           | 71          |
| Sydney 2000         | 47               | 0           | 0           | 0           | 0           | –           |
| Aten 2004           | 54               | 0           | 0           | 0           | 0           | –           |
| Peking 2008         | 28               | 1           | 0           | 0           | 1           | 52          |
| London 2012         | 83               | 2           | 0           | 1           | 3           | 35          |
| Rio de Janeiro 2016 | 61               | 0           | 0           | 3           | 3           | 75          |
| Tokyo 2020          | 63               | 1           | 1           | 0           | 2           | 58          |
| Paris 2024          | 26               | 1           | 1           | 1           | 3           | 52          |
| Los Angeles 2028    | Framtida tävling |             |             |             |             |             |
| Brisbane 2032       | Framtida tävling |             |             |             |             |             |
| Totalt              | Totalt           | 6           | 4           | 8           | 18          | 70          |

### Medaljer efter sporter
| Sport              | Guld | Silver | Brons | Totalt |
| Simning            | 3    | 0      | 1     | 4      |
| Friidrott          | 2    | 2      | 1     | 5      |
| Taekwondo          | 1    | 1      | 2     | 4      |
| Fäktning           | 0    | 1      | 1     | 2      |
| Boxning            | 0    | 0      | 2     | 2      |
| Brottning          | 0    | 0      | 1     | 1      |
| Totalt (6 sporter) | 6    | 4      | 8     | 18     |

## Lista över medaljörer
| Medalj | Namn                    | Spel                | Sport     | Gren                               |
| ------ | ----------------------- | ------------------- | --------- | ---------------------------------- |
| Silver | Mohammed Gammoudi       | Tokyo 1964          | Friidrott | Herrarnas 10 000 m                 |
| Brons  | Habib Galhia            | Tokyo 1964          | Boxning   | Herrarnas lätt weltervikt          |
| Guld   | Mohammed Gammoudi       | Mexico City 1968    | Friidrott | Herrarnas 5 000 m                  |
| Brons  | Mohammed Gammoudi       | Mexico City 1968    | Friidrott | Herrarnas 10 000 m                 |
| Silver | Mohammed Gammoudi       | München 1972        | Friidrott | Herrarnas 5 000 m                  |
| Brons  | Fethi Missaoui          | Atlanta 1996        | Boxning   | Herrarnas lätt weltervikt          |
| Guld   | Oussama Mellouli        | Peking 2008         | Simning   | Herrarnas 1 500 m frisim           |
| Guld   | Oussama Mellouli        | London 2012         | Simning   | Herrarnas 10 km öppet vatten       |
| Guld   | Habiba Ghribi           | London 2012         | Friidrott | Damernas 3 000 m hinder            |
| Brons  | Oussama Mellouli        | London 2012         | Simning   | Herrarnas 1 500 m frisim           |
| Brons  | Inès Boubakri           | Rio de Janeiro 2016 | Fäktning  | Damernas florett                   |
| Brons  | Oussama Oueslati        | Rio de Janeiro 2016 | Taekwondo | Herrarnas mellanvikt (80 kg)       |
| Brons  | Marwa Amri              | Rio de Janeiro 2016 | Brottning | Damernas lättvikt (58 kg), fristil |
| Guld   | Ahmed Hafnaoui          | Tokyo 2020          | Simning   | Herrarnas 400 m frisim             |
| Silver | Mohamed Khalil Jendoubi | Tokyo 2020          | Taekwondo | Herrarnas flugvikt (58 kg)         |
| Guld   | Firas Katoussi          | Paris 2024          | Taekwondo | Herrarnas mellanvikt (80 kg)       |
| Silver | Farès Ferjani           | Paris 2024          | Fäktning  | Herrarnas sabel                    |
| Brons  | Mohamed Khalil Jendoubi | Paris 2024          | Taekwondo | Herrarnas flugvikt (58 kg)         |